# Song Gaozong
Gaozong (ur. 12 czerwca 1107 w Kaifeng zm. 9 listopada 1187 w Hangzhou) – pierwszy cesarz Chin z południowej dynastii Song, panujący w latach 1127–1129 i 1129–1162.

## Życiorys
Urodzony w 1107 roku Gaozong był synem cesarza Huizonga (1101–1126) i bratem cesarza Qinzonga (1126–1127). Obaj władcy dostali się jednak w 1127 roku do niewoli podczas najazdu Dżurdżenów, którzy zajęli stolicę państwa w Kaifeng. Gaozong uciekł na południe zostając pierwszym władcą z południowej dynastii Song.  Nowy władca w latach 1127–1129 wysłał wiele delegacji do dżurdżeńskiej dynastii Jin w celu uwolnienia rodziny, jednak nie odniosły skutku. W 1129 roku w wyniku buntu pałacowego na krótko utracił tron. W 1135 roku dzięki pomocy generała Yue Fei odzyskał Kaifeng, jednak w 1141 roku cesarz postanowił stracić generała, gdyż ten był zwolennikiem agresywnej polityki zagranicznej, w przeciwieństwie do Gaozonga. Śmierć generała Yue Fei (prawdopodobnie przez powieszenie) pozwoliła władcy zawrzeć pokój z dynastią Jin w tym samym roku (Gaozong zdecydował się na płacenie im corocznej daniny). W 1138 roku ustanowił Hangzhou stolicą państwa. Okres pokoju w latach 1141–1161 przyczynił się do rozwoju kultury na terenie państwa. Cesarz abdykował w 1162 roku po chwilowym wznowieniu walk z Dżurdżenami cesarza Hailingwanga i bitwami pod Tangdao i Caishi. Jego następcą został jego syn Xiaozong. Za  jego panowania obszar państwa się zmniejszył, ale państwo stało się bogatsze. Gaozong zmarł ponad 25 lat po abdykacji w 1187 roku do końca życia mając spory wpływ na politykę państwa.